# Drosophila parazonata
Drosophila parazonata este o specie de muște din genul Drosophila, familia Drosophilidae, descrisă de Gupta și Dwivedi în anul 1980. Conform Catalogue of Life specia Drosophila parazonata nu are subspecii cunoscute.